# Rolls-Royce Derwent
Il Rolls-Royce Derwent era un motore aeronautico turbogetto a compressore centrifugo introdotto dalla britannica Rolls-Royce Ltd alla fine della seconda guerra mondiale.
Il Derwent, secondo motore turbogetto ad entrare in produzione, era essenzialmente uno sviluppo del Rolls-Royce Welland, versione del "Power Jets W.2B" realizzato da Frank Whittle, che la Rolls acquisì dalla Rover quando ne assorbì nel 1943 la sezione sviluppo motori aeronautici. Le prestazioni rispetto al modello originale risultavano leggermente migliorate, ma era assolutamente più affidabile del precedente, tanto da rendere il Derwent il propulsore scelto per essere utilizzato sul Gloster Meteor e molti altri velivoli turbogetto di costruzione britannica del periodo immediatamente successivo alla fine del secondo conflitto mondiale.

## Storia e sviluppo

### Rover
Quando nel 1941 la Rover fu selezionata per realizzare i progetti di Frank Whittle, l'azienda destinò la produzione dei motori allo stabilimento di Barnoldswick, verso il quale venne indirizzato diverso personale proveniente dalla Power Jets.
La Rover sosteneva che la competenza del proprio staff tecnico era migliore in ogni campo, e decise di effettuare un programma di sviluppo parallelo nello stabilimento di Clitheroe. Qui Adrian Lombard supervisionò lo sviluppo del progetto W.2 per portarlo allo stadio di fattibilità produttiva, nonostante la disapprovazione di Whittle che non faceva parte dello staff di sviluppo.
Dopo un breve periodo Lombard decise di rinunciare alla soluzione progettuale a flusso inverso adottata da Whittle, adottando invece un disegno a flusso assiale che prevedeva l'uscita dei gas caldi direttamente sulla turbina invece che nelle canalizzazioni rivolte in avanti del disegno di Whittle.
Lombard potrebbe essere stato inoltre ispirato dal disegno dell'Halford H.1, progetto realizzato all'incirca nello stesso periodo da Frank Halford e dal quale verrà successivamente sviluppato il de Havilland Goblin. Costruttivamente questo motore risultava leggermente più lungo, caratteristica che obbligò la riprogettazione delle gondole del Meteor ma che garantiva una espulsione dei gas più semplice e che si traduceva in una maggiore affidabilità generale. Mentre a Barnoldswick procedeva lo sviluppo del loro progetto, denominato W.2B/23, quello seguito da Lombard assunse la denominazione W.2B/26.

### Rolls-Royce
Già dal 1941 era diventato evidente che la collaborazione con la Rover non stava sfociando in alcun risultato positivo. Whittle inoltre era costantemente contrariato dalla loro incapacità nel produrre componenti di sufficiente qualità destinati al prototipo del proprio motore, il che contribuiva a far crescere le proprie lamentele. Parallelamente anche la Rover sembrava perdere interesse al progetto a causa dei ritardi e delle costanti lamentele da parte della Power Jets. Precedentemente, nel 1940, Stanley Hooker della Rolls-Royce si era incontrato con Whittle, il quale lo introdusse alla presenza dell'amministratore delegato della Rolls, Ernest Hives.
La Rolls aveva già una sezione pienamente operative dedicato allo studio dei compressori, diretta da Hooker, che era sicuramente competente per lavorare su un motore a getto. Hives diede la sua approvazione nel realizzare quei componenti che potessero aiutare lo sviluppo del progetto. Infine Spencer Wilkes della Rover si incontrò con Hives ed Hooker, decidendo di vendere lo stabilimento di Barnoldswick, utilizzato in quel momento per produrre la versione del Rolls-Royce Meteor destinata a motorizzare i carri armati, in cambio dello stabilimento Rolls di Nottingham. Una stretta di mano bastò a sancire l'operazione, facendo sì che Rolls-Royce si trasformasse in una grande potenza progettuale e produttiva. Da quel momento le denominazioni applicate ai motori prodotti dalla Rolls acquisirono la sigla RB, ovvero Rolls Barnoldswick, per cui anche il progetto W.2B/26 Derwent assunse la nuova denominazione RB.26.
I problemi di gioventù furono ben presto risolti, permettendo al prototipo del /23 di essere pronto per il test di volo già negli ultimi mesi del 1943. Questo si ripercosse positivamente anche nell'altro progetto, che non più assillati dalla corsa contro il tempo modificarono il disegno del /26 per avere un maggior dimensione della presa d'aria ed ottenere perciò una potenza superiore. Dopo aver migliorato ulteriormente i circuiti di alimentazione e lubrificazione, il propulsore venne avviato alla produzione con la denominazione definitiva di Derwent Mk.I capace di fornire 2 000 lbf (8,9 kN) di spinta. In seguito vennero sviluppate le versioni Mk.II, III e IV arrivate ad esprimere un massimo di 2 400 lbf (10,7 kN) di spinta.
Il Derwent era principalmente utilizzato per motorizzare le prime versioni dei Meteor fatta eccezione di un piccolo numero di esemplari equipaggiati dal Welland e velocemente radiati dal servizio. La versione Mk.II venne utilizzata per realizzare una sottoversione modificata, dotandola di uno stadio aggiuntivo della turbina, quest'ultimo collegato ad un riduttore di velocità ed eventualmente ad un'elica a cinque pale. Questa configurazione creò di fatto il primo motore turboelica prodotto in serie, il Trent (RB.50).

## Mk.V
Il progetto iniziale del Derwent venne utilizzato anche per produrre una versione maggiorata capace di 5 000 lbf (22,2 kN) di spinta, il Rolls-Royce Nene. Quest'ultimo venne anch'esso sviluppato in una versione in scala ridotta destinata ad uno specifico uso sul Meteor, che per evitare di essere confuso con il suo progenitore venne ridenominato Derwent Mk.V. Alcuni esemplari di Derwent e Nene vennero venduti dall'allora governo laburista all'Unione Sovietica che scaturì in un major political row (crisi di governo), questo perché in quel momento erano, su scala mondiale, i più potenti motori turbogetto prodotti in serie. Gli ingegneri dell'OKB 117, l'ufficio tecnico diretto da Vladimir Yakovlevič Klimov, grazie ad un'operazione di ingegneria inversa riuscirono a realizzare una copia autoctona del Derwent Mk.V, il Klimov RD-500.
L'Mk.V era destinato anche ad equipaggiare il canadese Avro Canada C-102 Jetliner, il secondo aereo di linea con propulsione a getto, dopo il de Havilland Comet, realizzato al mondo, il quale però non venne mai avviato alla produzione.

## Altri utilizzi
Un utilizzo insolito del Derwent Mk.V consisteva nel spingere l'ex battello a vapore Lucy Ashton. La nave del 1888 sostituì i suoi obsoleti macchinari a vapore con quattro Derwent nel 1950-1951. Lo scopo di tale installazione era quello di condurre delle ricerche sull'attrito e sulla resistenza dello scafo di una nave in condizioni reali. I getti erano preferibili alle eliche marine o alle pale, poiché quest'ultimi avrebbero creato un disturbo nell'acqua ed inoltre la forza da esse esercitata era più difficile da misurare. I quattro motori installati nella Lucy Ashton erano in grado di far raggiungere una velocità superiore ai 15 nodi (equivalenti a 28 km/h e 17 mph).
Un Derwent Mk.VIII ricavato da un Gloster Meteor fu utilizzato nella jet car Thrust1, la quale fu costruita nel 1977 da Richard Noble. Questa fu la vettura iniziale di sviluppo che diede strada alla Thrust2, il cui stesso Noble guidò e raggiunse un nuovo record di velocità terrestre nel 1983.

## Primati
Il 7 novembre 1945, un Meteor spinto da un Derwent Mk.V stabilì l'allora primato mondiale di velocità raggiungendo le 606 mph (975 km/h) TAS.

## Versioni
- Derwent Mk.I - prima versione di produzione in serie, 8,9 kN (2 000 lbf) di spinta
- Derwent Mk.II - spinta incrementata a 9,8 kN (2 200 lbf)
- Derwent Mk.III - versione usata per sperimentazioni sullo strato limite dell'ala
- Derwent Mk.IV - spinta incrementata a 10,7 kN (2 400 lbf)
- Derwent Mk.V - versione ridotta del Rolls-Royce Nene, 15,6 kN (3 500 lbf) di spinta
- Derwent Mk.VIII - versione di sviluppo a 16.0 kN (3 600 lbf) di spinta
- Derwent Mk. VIX

## Velivoli utilizzatori

### Civili
Canada
- Avro Canada C-102 Jetliner

### Militari
Argentina
- I.Ae. 27 Pulqui I

 Italia
- Aerfer Ariete
- Aerfer Sagittario 2

 Paesi Bassi
- Fokker S-14

 Regno Unito
- Avro 707
- Gloster Meteor

### Sperimentali
Francia
- Nord 1601
- SNCASO SO-M2

 Regno Unito
- Armstrong Whitworth A.W.52 (secondo prototipo)
- Gloster Meteor F8 Prone Pilot
- Short SB5